# 克里斯多福·勞斯
克里斯多福·勞斯 (Christopher Rouse，1958年11月28日-)，是一名获得奧斯卡奖的影片剪輯師，经常合作的对象为英国导演Paul Greengrass。

## 作品
- 《菲利普船长》(2013) 奥斯卡最佳剪辑提名、英国电影学院奖最佳剪辑提名
- 《绿区》(2010)
- 《神鬼認證：最後通牒》 (2007年) 奥斯卡最佳剪辑奖、英国电影学院奖最佳剪辑奖
- 《聯航93》 (2006年) 英国电影学院奖最佳剪辑奖
- 《極地長征》 (2006年)
- 《神鬼認證：神鬼疑雲》 (2004年)
- 《記憶裂痕》 (2003年)
- 《偷天換日》 (2003年)

1. 《The Pennsylvania Miners' Story》 (2002年)(TV)
2. 《Boomtown》 (2002年)(電視影集)
3. 《Anne Frank: The Whole Story》 (2001年)(TV)
4. 《A Girl Thing》 (2001年)(電視迷你影集)
5. 《Sole Survivor》 (2000年)(TV)
6. 《Aftershock: Earthquake in New York》 (1999年)(TV)
7. 《Olympic Glory》 (1999年)
8. 《From the Earth to the Moon》 (1998年)(電視迷你影集)
9. 《Dead Men Can't Dance》 (1997年)
10. 《Tails You Live, Heads You're Dead》 (1995年)(TV)
11. 《Nothing Personal》 (1995年)
12. 《The Wharf Rat》 (1995年)(TV)
13. 《Breach of Conduct》 (1994年)(TV)
14. 《危险激情夜》 (1994年)
15. 《Teresa's Tattoo》 (1994年)
16. 《Past Midnight》 (1992年)
17. 《致命時刻》 (1990年)

## 獎項
- 2007年：
  - 提名：奧斯卡最佳剪輯獎－聯航93
  - 獲獎：英國電影學院獎最佳剪接－聯航93
  - 提名：Eddie最佳剪輯獎－聯航93
  - 獲獎：Online Film Critics最佳剪輯獎－聯航93
- 2006年：
  - 獲獎：聖地牙哥電影節最佳剪輯獎－聯航93
- 2001年：
  - 提名：Emmy Award－Anne Frank: The Whole Story

## 連結
- Christopher Rouse在互联网电影资料库（IMDb）上的資料（英文）